# Вермонт
Вермонт (енгл. Vermont), држава је на североистоку САД, у региону који је познат и под називом Нова Енглеска. Вермонт је 6. најмања по површини (24.923 km²) и 2. најмања по броју становника (625.741 становника) од 50 држава. Једина је новоенглеска држава која нема излаз на Атлантски океан. Границу са Њујорком заузима већим делом језеро Шамплејн. Зелене планине се налазе унутар државе. Вермонт се граничи са Масачусетсом на југу, Њу Хемпширом на истоку преко реке Конектикат, Њујорком на западу и канадском провинцијом Квебек на северу. Име државе потиче од фр. Verts Monts што би се могло слободно превести као Зеленгора; тај назив је дао име и Зеленим планинама које државу дели на два скоро равномерна дела.
У прво време насељена америчким староседеоцима (племена Ирокези и Абенаки), на већи део вермонтске територије полагала је права Нова Француска, као део Француске. Након пораза Француске у Седмогодишњем рату, Вермонт је припојен Великој Британији 1763. године. Њујорк и Њу Хемпшир су се више година спорили око територије Вермонта, који је тада био познат под називом Њухемпширске концесије.
Досељеницима који су добили земљишне поседе од 13 колонија супротстављала се милиција Green Mountain Boys, која је их је и надвладала и створена је Вермонтска Република, независна држава. Основан 1777. године током Америчке револуције, независни Вермонт постојао је наредних 14 година. Осим тринаест колонија, Вермонт је једна од четири државе која је била суверена у прошлости, заједно са Тексасом, Хавајима и Калифорнијом. Године 1791, Вермонт се прикључио Сједињеним Државама као 14. држава. Вермонт је једна од првих држава које су делимично укинуле ропство.
Вермонт је највећи произвођач јаворовог сирупа у Сједињеним Америчким Државама. Главни град је Монтпилијер, који је, с популацијом од свега 7855 становника, најмањи главни град у САД. Град с највише становника је Берлингтон у којем живи 42.417 људи, што га чини најмањим градом у САД који је највећи у некој држави. Шире подручје града Берлингтона има 214.796 становника, што је око трећина становништва државе. Вермонт је једна од расно најхомогенијих држава, 94,3% становника се изјаснило белцима у попису 2010. године. Такође је позната и као најлибералнија и најевропскија држава по питању политике у Америци, са високом заступљеношћу ЛГБТ+ заједнице по броју становника и добро развијеним системом здравственог осигурања, што није уобичајено за америчке државе.

## Административна подела
Вермонт је подељен на четрнаест округа.
- Округ Адисон
- Округ Бенингтон
- Округ Вашингтон
- Округ Виндам
- Округ Виндзор
- Округ Гранд Ајл
- Округ Есекс
- Округ Каледонија
- Округ Ламојл
- Округ Оринџ
- Округ Орлинс
- Округ Ратланд
- Округ Френклин
- Округ Читенден

## Демографија
Пописни завод Сједињених Америчких Држава је проценио да је 1. јула 2014. године популација Вермонта била 626.562, што је за 0,13% више него 2010. године. Центар популације Вермонта налази се у градићу Ворен, у округу Вашингтон.
Према Пописном заводу САД, 2014. године, Вермонт има око 626.562 становника, што је увећање од 821 људи или 0,13% у односу на 2013. годину и увећање од 821 људи или 0,13% у односу на 2010. годину. Захваљујући природном прираштају број становника повећао се од прошлог пописа за 7148 људи (33.606 рођења минус 26.458 смрти), а због позитивне нето стопе миграције број становника је повећан за 7889 људи.
Имиграцијом изван САД досељено је 4359 људи, а унутар САД досељено је 3530 људи. У 2009, 47,8% становника Вермонта било је рођено ван државе, док имигранти прве и друге генерације чине већину становништва. Због ових демографских промена постоји одређена тензија између »дрвосеча« (староседеоца) и »равничара« (придошлица), који доносе другачије вредности са собом. Вермонт има најмање становника од свих новоенглеских држава је међу новоенглеским државама држава најмањег броја становника је међу новоенглеским државама држава најмањег броја становника. Такође, једна је од две државе који имају мање становника од Дистрикта Колумбија (друга је Вајоминг).
Између 2010. и 2013. године, становништво 16 од 251 вермонтских насеља повећало се. Сва насеља у округу Читенден повећала су се, сем Берлингтона. Више од 180 градова се смањило, што се није десило још од средине деветнаестог века.
У 2009. години, 12,6% радно способног становништва било је разведено, по чему је Вермонт пети у САД. Године 2008, просечна старост становника Вермонта била је 40,6 година, просечна старост радно способних 43,7 година, наспрам просечних 41,1 у читавој САД.
| 1900.   | 1910.   | 1920.   | 1930.   | 1940.   | 1950.   | 1960.   | 1970.   | 1980.   | 1990.   | 2000.   | 2010.   |
| ------- | ------- | ------- | ------- | ------- | ------- | ------- | ------- | ------- | ------- | ------- | ------- |
| 343.641 | 355.956 | 352.428 | 359.611 | 359.231 | 377.747 | 389.881 | 444.330 | 511.456 | 562.758 | 608.827 | 625.741 |

### Највећи градови
| Берлингтон Јужни Берлингтон | 1.  | Берлингтон       | 42.417             | Ратленд Бери |
| Берлингтон Јужни Берлингтон | 2.  | Јужни Берлингтон | 17.904             | Ратленд Бери |
| Берлингтон Јужни Берлингтон | 3.  | Ратленд          | 16.495             | Ратленд Бери |
| Берлингтон Јужни Берлингтон | 4.  | Бери             | 9.052              | Ратленд Бери |
| Берлингтон Јужни Берлингтон | 5.  | Монтпилијер      | 7.855              | Ратленд Бери |
| Берлингтон Јужни Берлингтон | 6.  | Винуски          | 7.267              | Ратленд Бери |
| Берлингтон Јужни Берлингтон | 7.  | Сент Олбанс      | 6.918              | Ратленд Бери |
| Берлингтон Јужни Берлингтон | 8.  | Њупорт           | 4.589              | Ратленд Бери |
| Берлингтон Јужни Берлингтон | 9.  | Верџенз          | 2.588              | Ратленд Бери |
| Берлингтон Јужни Берлингтон | 10. | [[{{{град10}}}]] | {{{популација10}}} | Ратленд Бери |